# Antoinetta Vilhelmina Charlotta Piper
Antoinetta Vilhelmina Charlotta Stierncrona, född Piper 26 februari 1779 i Stockholm, död 30 juli 1819, var en svensk friherrinna och hovdam.

## Biografi
Piper föddes 1779 i Stockholm. Hon var dotter till hovmarskalken Sten Abraham Piper och statsfrun friherrinnan Catharina Vilhelmina Ehrensvärd. Piper  blev 1797 hovfröken hos drottningen. Hon avled 1819.

### Familj
Piper gifte sig 13 december 1801 på Gripsholms slott med hovmarskalken och översten, friherre David Stierncrona (1754–1817). Makarna fick barnen Vilhelmina Agneta Stierncrona (1803–1840), som var hovfröken hos prinsessan Sofia Albertina och gift med den svenske löjtnanten Patrik Georg O'Konor, Lovisa Matilda Stierncrona (1804–1806) och Sten Vilhelm Stierncrona (1805–1806).